# Richard M. Noyes
Pour les articles homonymes, voir Noyes.
Richard Macy Noyes (6 avril 1919 - 25 novembre 1997) est un physico-chimiste américain.

## Biographie
Noyes est né le 6 avril 1919 à Champaign, dans l'Illinois, fils du chimiste américain William Noyes et de sa troisième épouse Katherine Macy, fille de Jesse Macy (en). Son demi-frère aîné W. Albert Noyes Jr. (1898-1980) et son frère H. Pierre Noyes (en) (1923 - 2016) sont tous deux chimistes.
Il est diplômé du Harvard College et du California Institute of Technology.
En 1959, Noyes devient professeur de chimie à l'Université de l'Oregon. Son domaine de recherche est axé sur les études cinétiques des réactions oscillantes. Avec Richard J. Field et Endre Kőrös, il développe un modèle (mécanisme FKN) en 1972 pour décrire la Réaction de Belooussov-Jabotinski. En 1976, il identifie le mécanisme réactionnel de la Réaction de Bray-Liebhafsky.
Il reçoit la bourse Guggenheim en 1955 et la bourse de recherche Fulbright en 1964. En 1978 et 1979, il reçoit le prix Alexander von Humboldt Senior American Scientist. Il est élu en 1977 à l'Académie nationale des sciences et en 1989 à l'Académie américaine des arts et des sciences. Au cours de sa carrière, il a publié 190 articles scientifiques dans diverses revues. Il est également rédacteur en chef adjoint du Journal of Physical Chemistry. Le jour de son 70e anniversaire, il reçoit un Festschrift.
Il est décédé le 25 novembre 1997.